# Giuseppe Enzo Baglioni
Giuseppe Enzo Baglioni (Ferrara, 25 luglio 1884 – San Nicolò, 12 maggio 1945) è stato un incisore e ingegnere italiano.

## Biografia

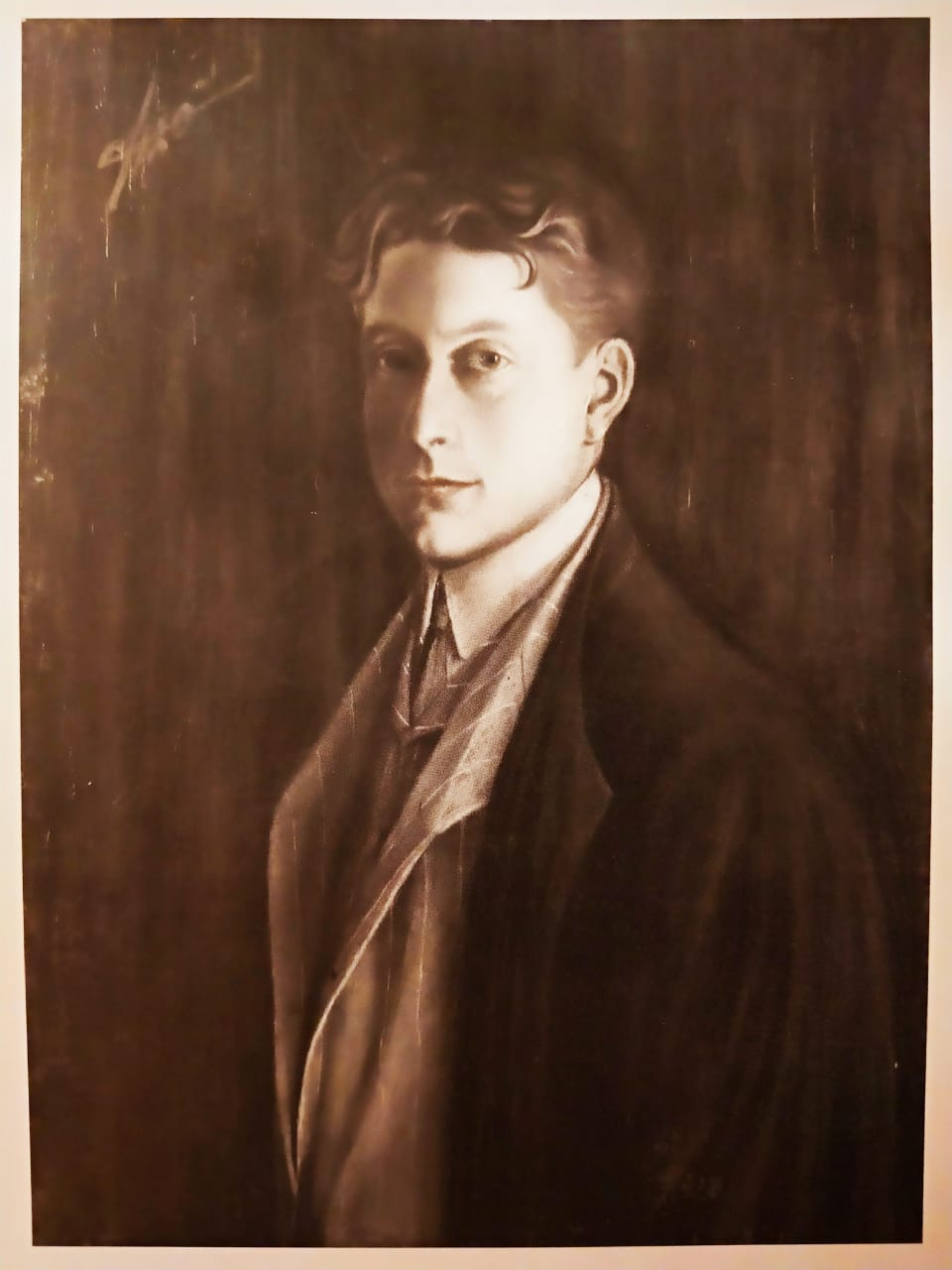
Autoritratto di Giuseppe E. Baglioni (1905-1906).

Laureato in ingegneria civile ed architettura a Bologna, sperimentò varie tecniche della pittura, come il pastello, la china, l'acquarello, tempera e olio. Dopo la guerra in Libia lavorò come ingegnere ferroviario delle linee di comunicazione sulle impervie tra Massima ed Asmara, in Eritrea, passando 13 mesi in Africa. Al suo ritorno a Ferrara riprese l'attività artistica con una scelta tecnica che è preludio alla sua futura predilezione per l'impressione a stampa: il monotipo. Presso l'Accademia di Belli Arti di Firenze frequentò un corso specialistico della tecnica della puntasecca. L'obiettivo più grande era partecipare come concorrente alla Mostra di Belle Arti di Firenze del 1917. Intorno al 1918 produsse una serie di dieci acqueforti su Venezia; col tempo se ne aggiunsero altre. La prima tiratura di quest'ultime fu donata a Mussolini. Fu autore di una serie d'incisioni divise per città: Firenze, Roma, Bologna, Padova, Siena, Pompei, Assisi, Milano e Ferrara, comprendenti decine di opere di varie dimensioni.
Interessato alle forme dell'art déco, predilesse la tecnica dell'acquaforte, di cui fu più volte definito precursore. Alla mostra d'Arte Ferrarese del 1928 fu fra i dieci artisti su un centinaio che ebbero una sala per un'esposizione individuale. Partecipe alle iniziative di scavo, fu tra i promotori del museo archeologico a Ferrara presso il Palazzo Ludovico il Moro, inaugurato poi nel 1935. Con l'inizio della guerra iniziò a ritrarre ballerine d'avanspettacolo, attori e tecnici in un set cinematografico, simbolo di un inganno e di una finzione scenica beffarda nei giorni dell'odio e della morte.
Nel 1945 fu prelevato dai partigiani dalla sua abitazione nella campagna ferrarese a 2 km da Tresigallo, per poi essere riconosciuto da suo figlio tra i fucilati.

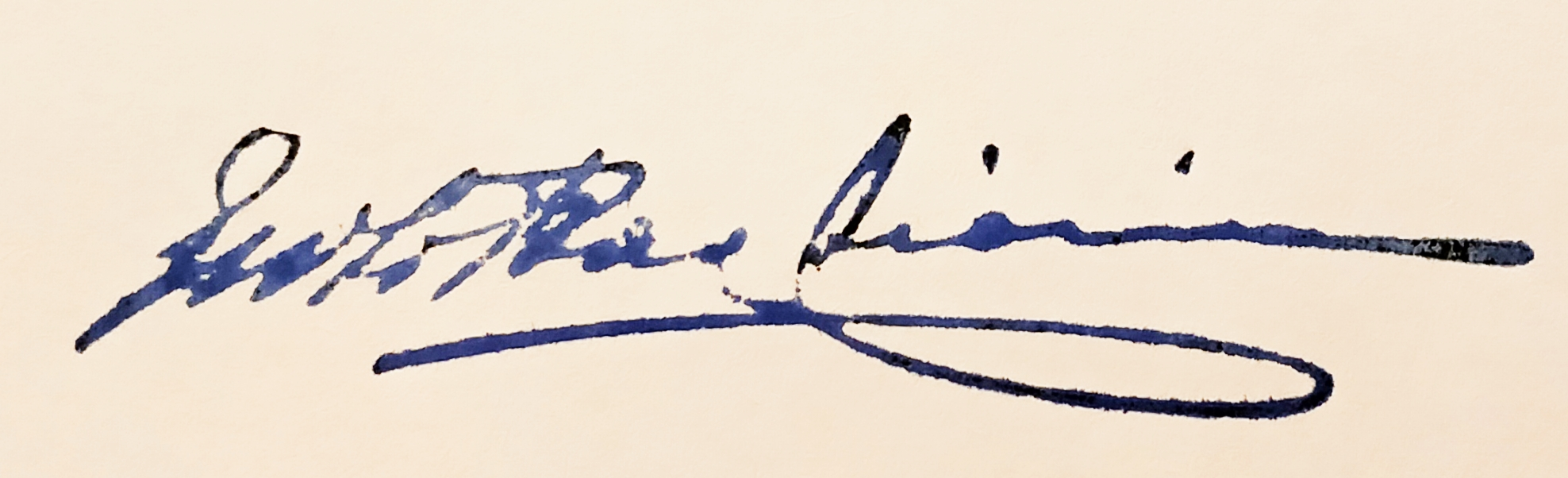
Firma di Enzo Baglioni. (1905-1945)

Parte delle sue opere sono esposte presso la Fondazione Giorgio Cini di Venezia e il Museo d'arte moderna di Bologna.

## Mostre
- 1914: Esposizione Internazionale d'Arte della città di Venezia, Palazzo Correr, Venezia.
- 1917: Mostra di Belle Arti - Esposizione del Soldato, Palazzo Davanzati, Firenze . Mostra del Bianco e Nero, Palazzo Bentivoglio, Bologna.[10][11]
- 1918: Mostra organizzata dalla Società "Francesco Francia"[12] per le Belle Arti, Bologna.[13][14]
- 1926: Esposizione d'Arte Ferrarese[15] organizzata dalla Società "Benvenuto Tisi", Palazzo dei Diamanti, Ferrara[16]
- 1927: I Esposizione Nazionale dell'Arte del Paesaggio, Convento di San Domenico, Bologna[17][18]. Mostra Internazionale dell'Incisione, Firenze[14]. Mostra degli Amatori e Cultori d'Arte, Roma[19]. Mostra d'arte della città di Fiume, Fiume, Croazia.[14]
- 1928: Mostra d'Arte Ferrarese, Palazzo Sant'Anna, Ferrara.
- 1931: Esposizione Internazionale d'Arte Sacra, Padova.
- 1932: Mostra d'Arte Benefica, Castello Estense, Ferrara.
- 1933:  Mostra di Artisti Ferraresi, Atrio del Teatro Comunale, Ferrara.[20]
- 1934: Mostra di Artisti Ferraresi, Atrio del Teatro Comunale, Ferrara[20]. III Mostra Nazionale dell'Agricoltura, Firenze[21]. Mostra Nazionale del Paesaggio promossa dall'Associazione Nazionale per i paesaggi e i monumenti pittoreschi, Bologna.
- 1936: IV Mostra Sindacale d'Arte con la collaborazione della Società "Benvenuto Tisi", Borsa di Commercio, Ferrara.
- 1937:  Mostra "Moretti", Palazzo Tassoni Mirogli, Ferrara.[22]
- 1939: Mostra Sindacale d'Arte, Castello Estense, Ferrara.
- 2005: Mostra Enzo Baglioni. Impronte, Palazzo Massari, Ferrara.[23]

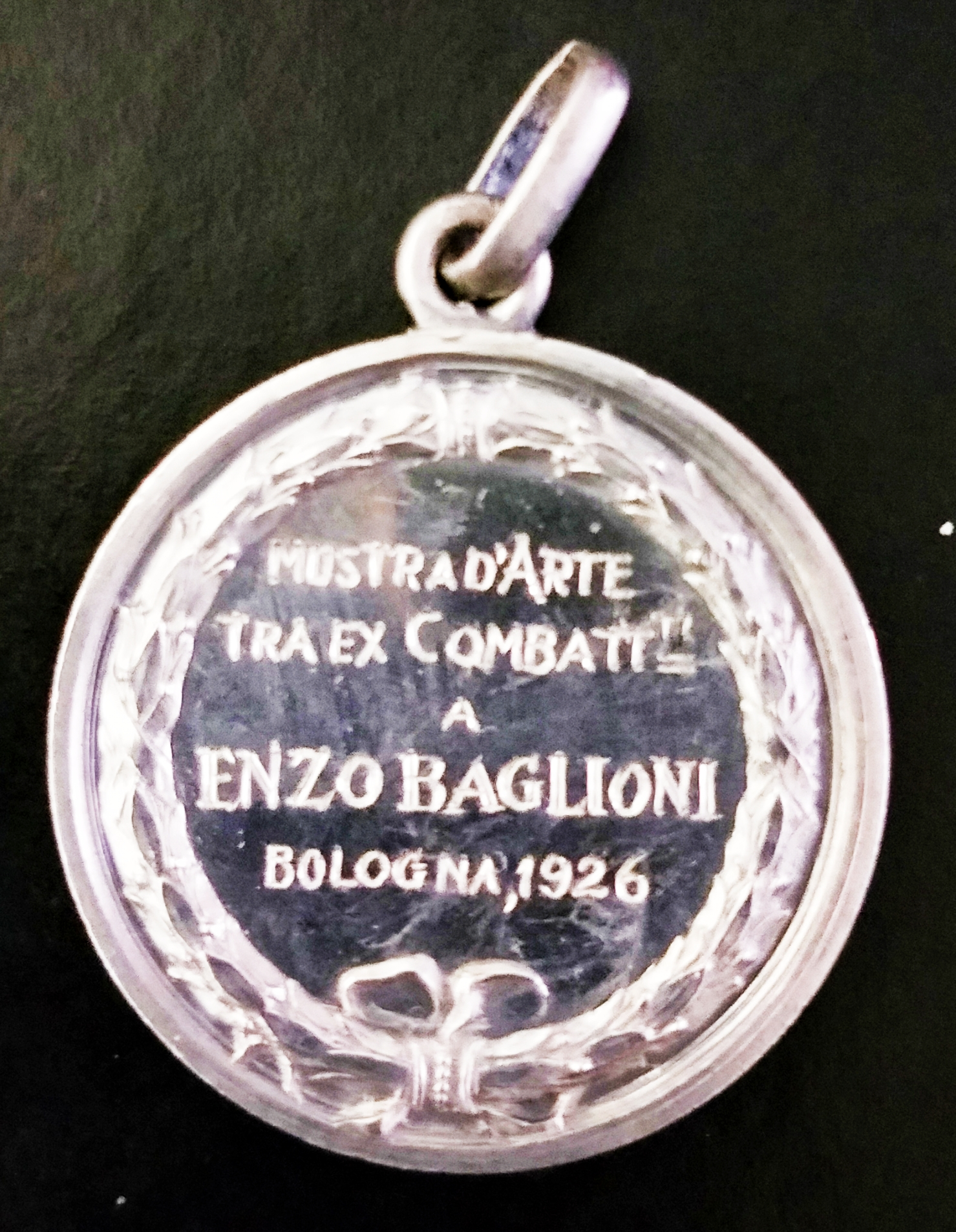
Medaglia d'argento del 1926.

## Galleria d'immagini

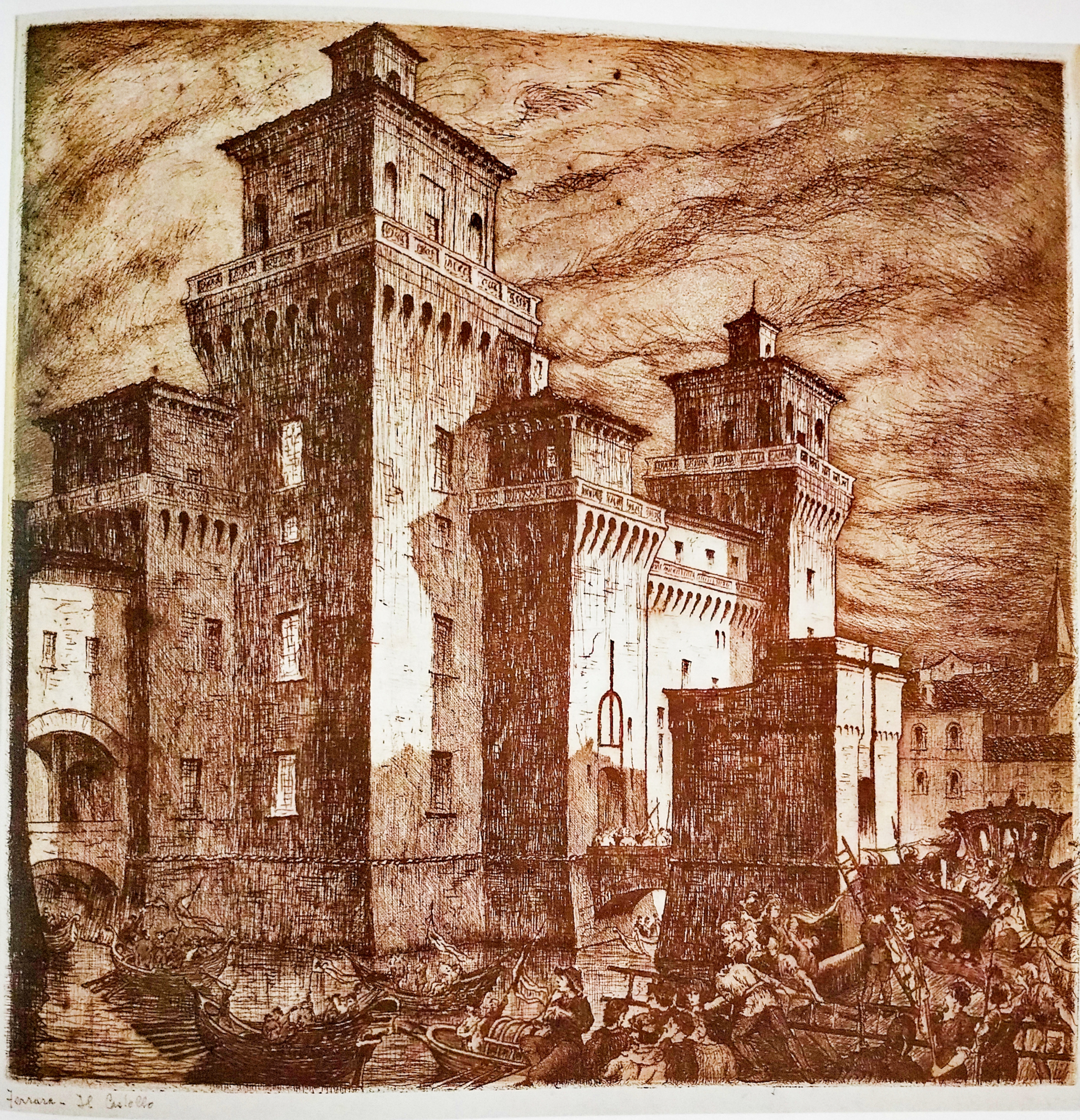
Castello, scena storica (1920).
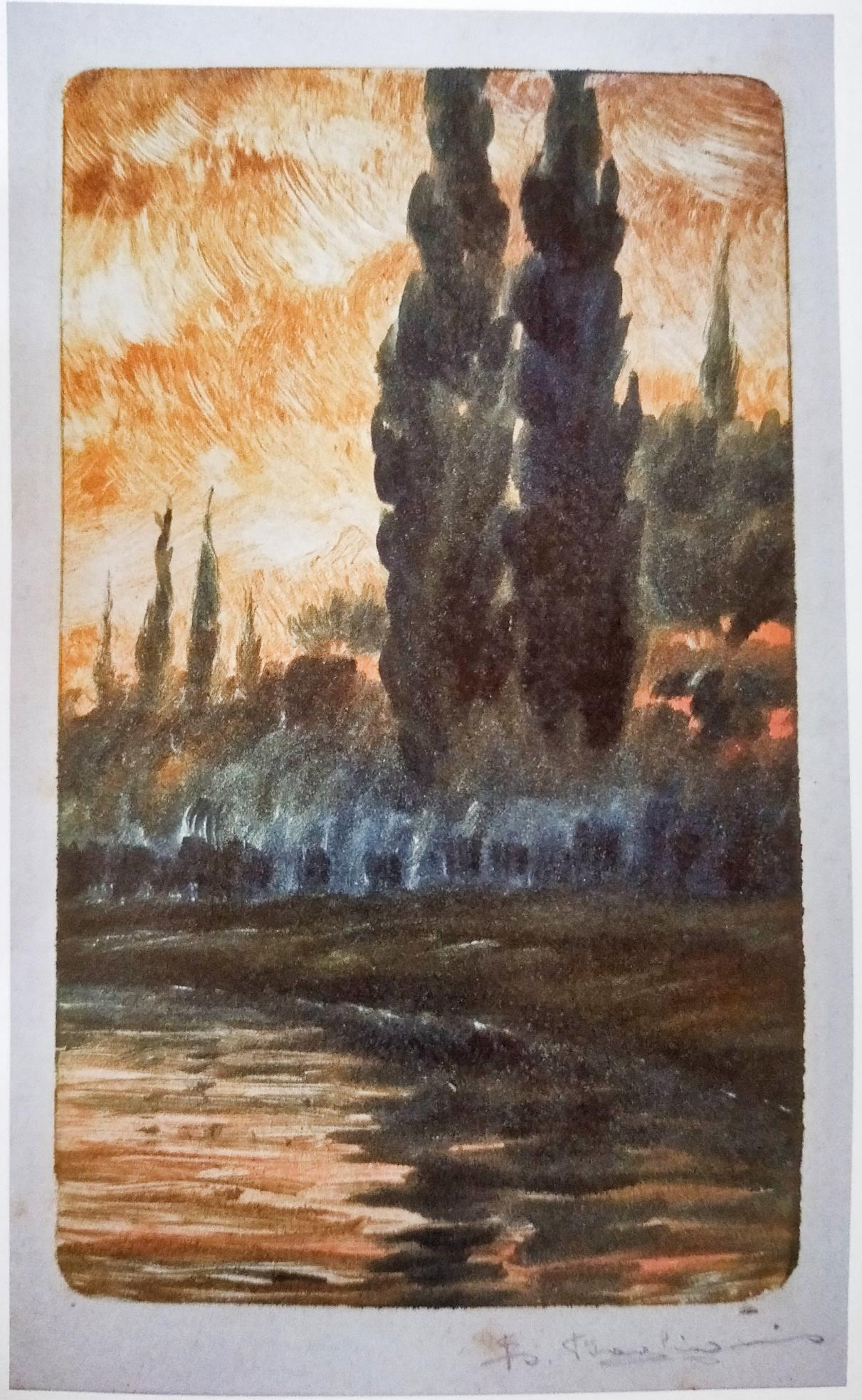
Paesaggio con alberi (1914).
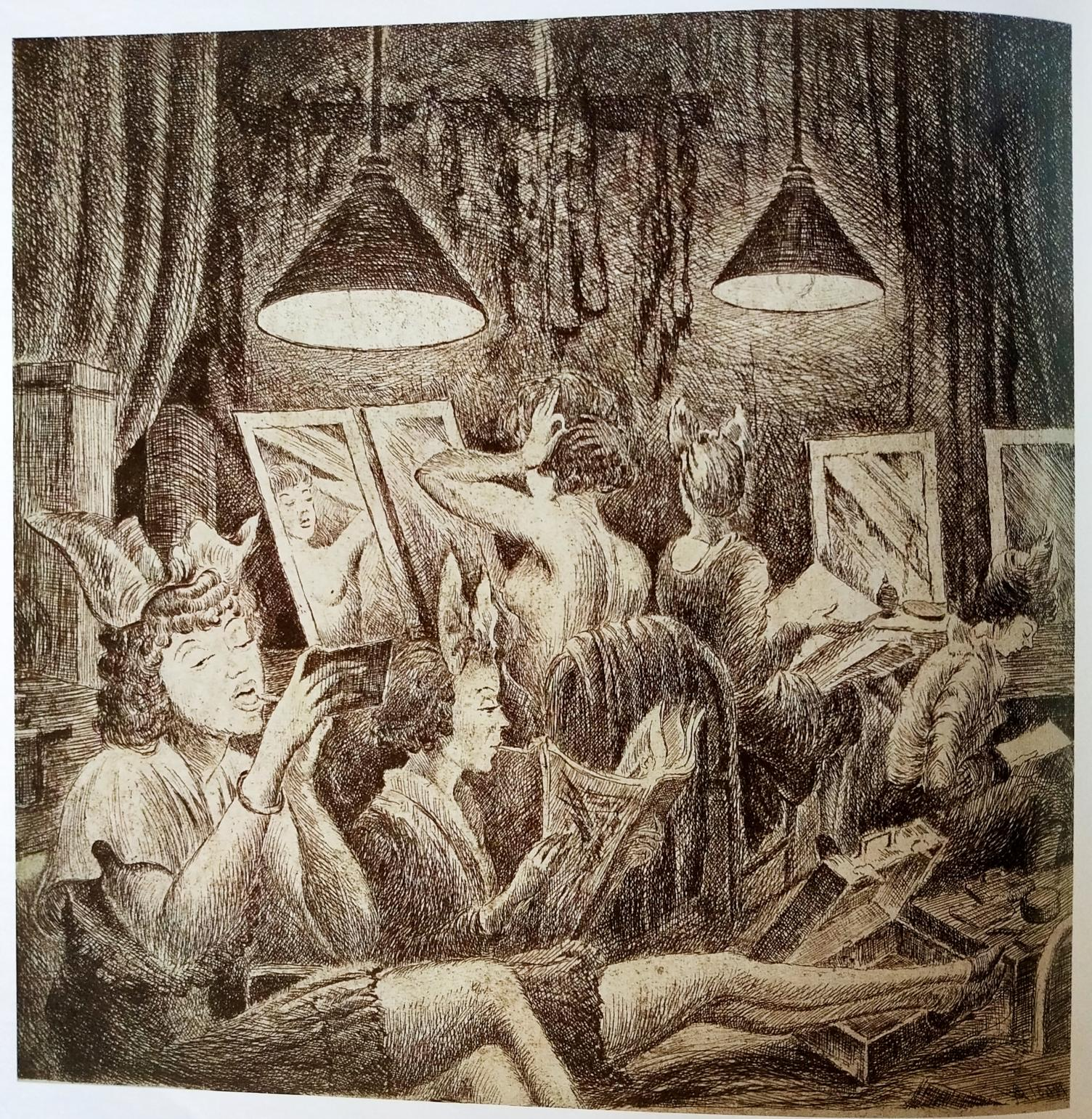
Dietro le Quinte (1943).
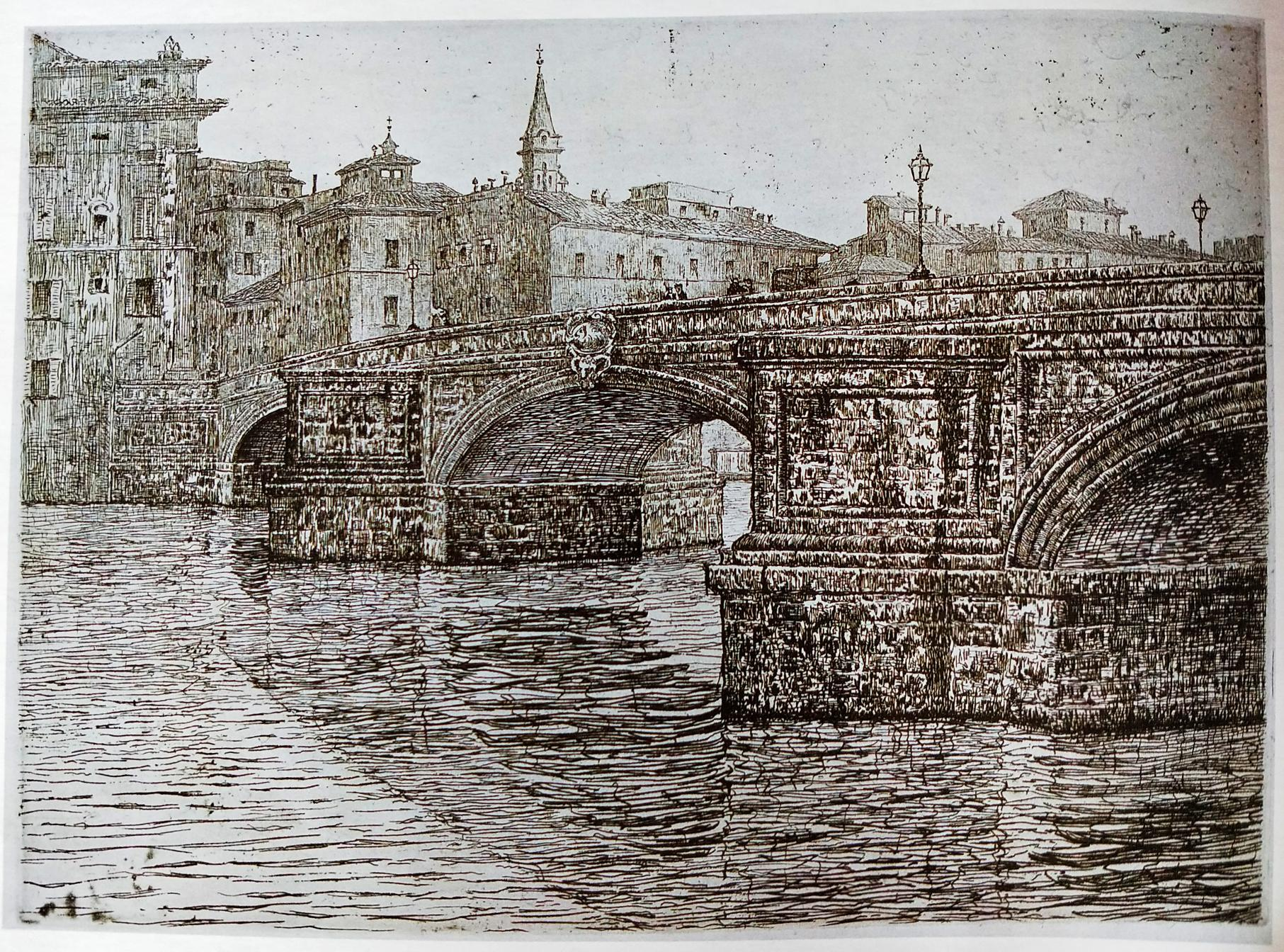
Ponte a S.Trinita (1917). Medaglia d'argento Mostra di Belle Arti Firenze 1917/18
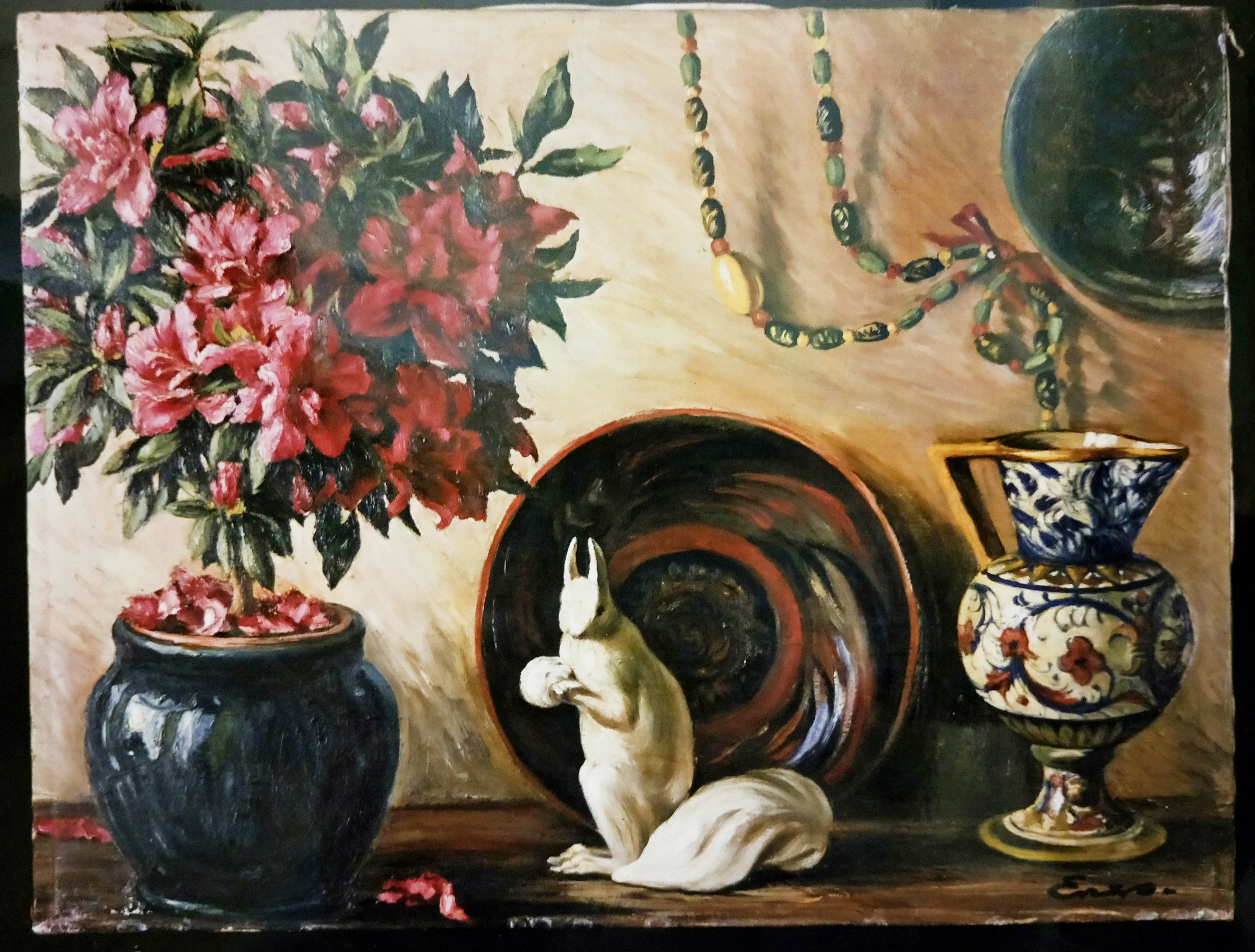
Natura morta "Scoiattolo" (Anno sconosciuto).
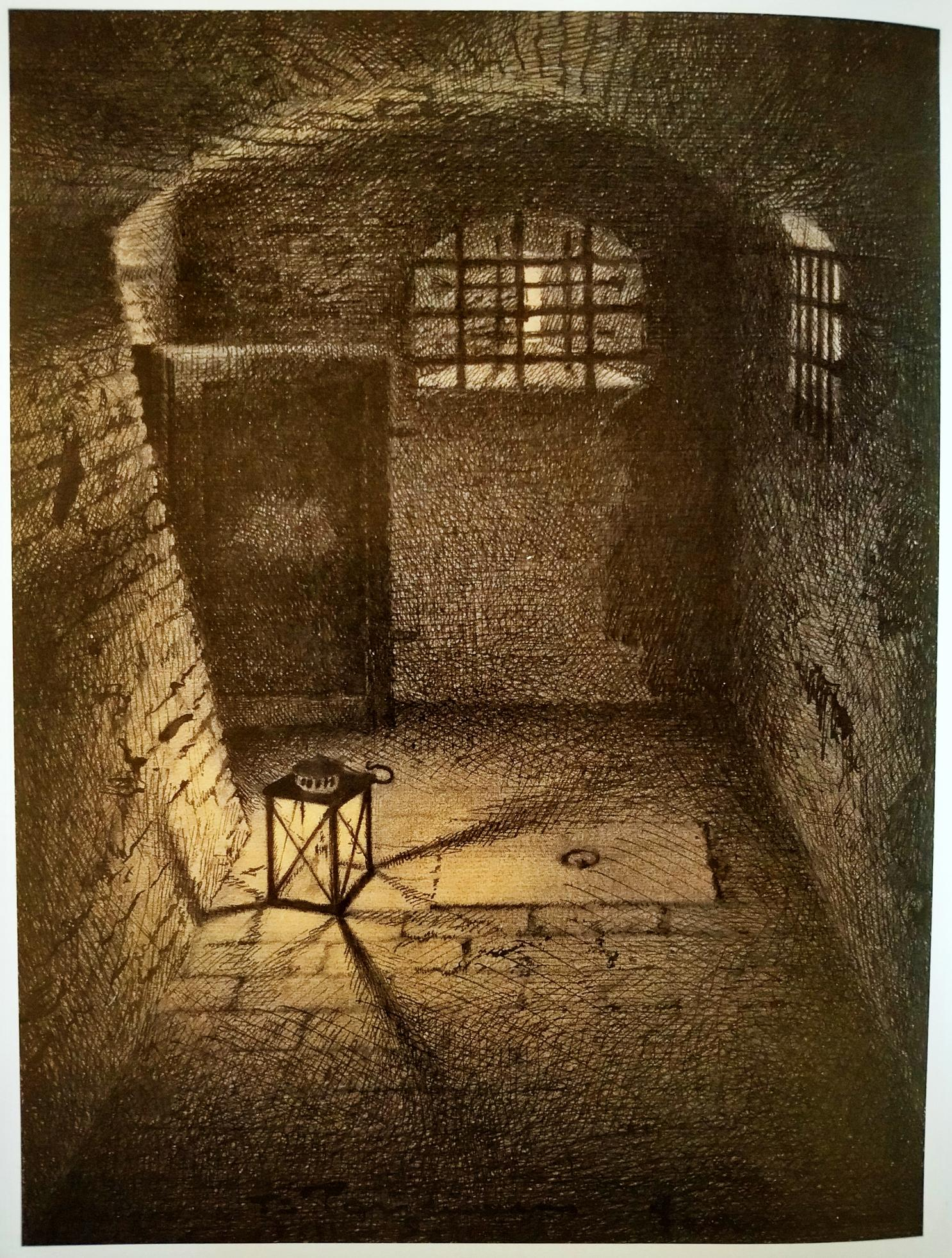
Prigione di Parisina (1926).
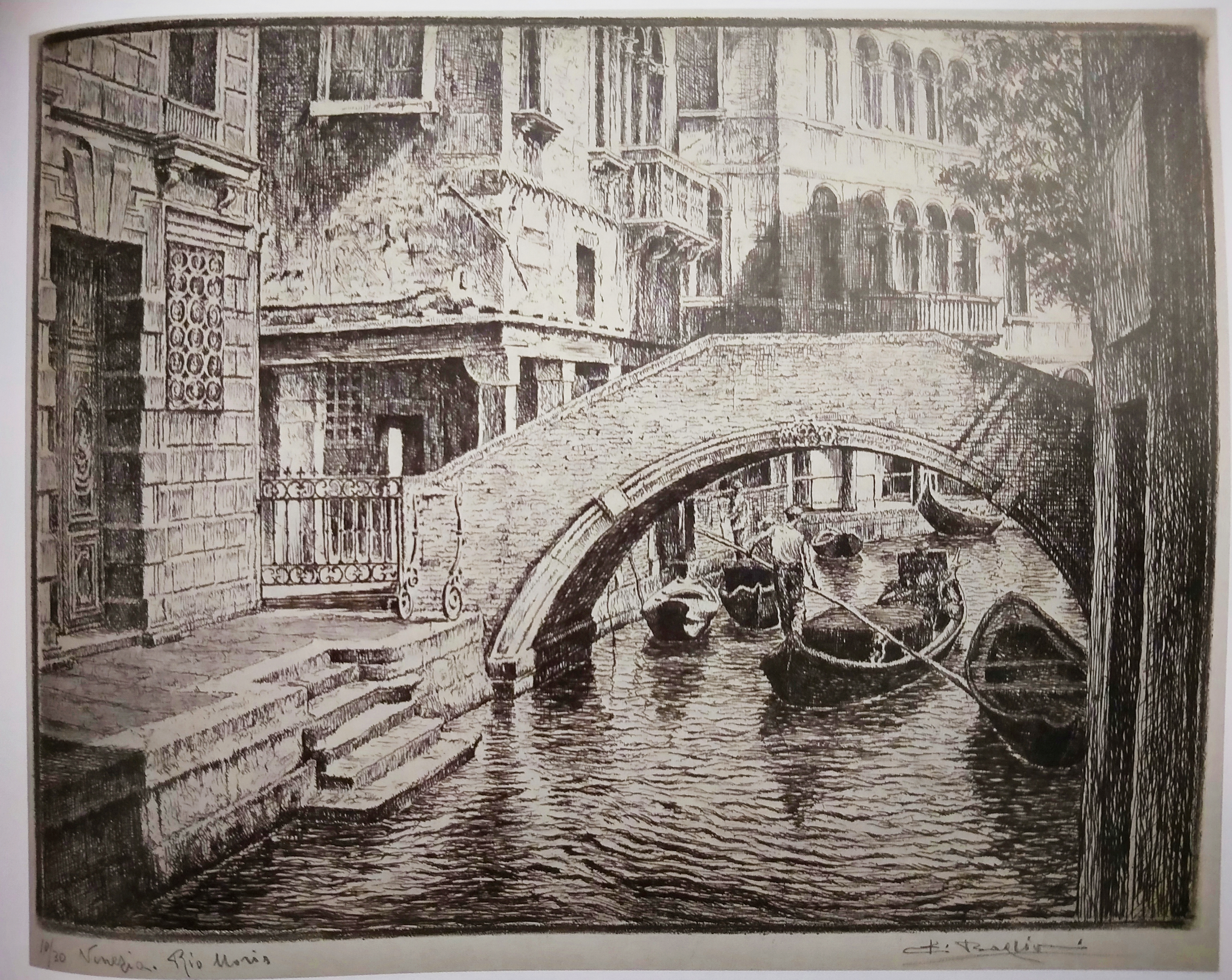
Rio Noris (1918).
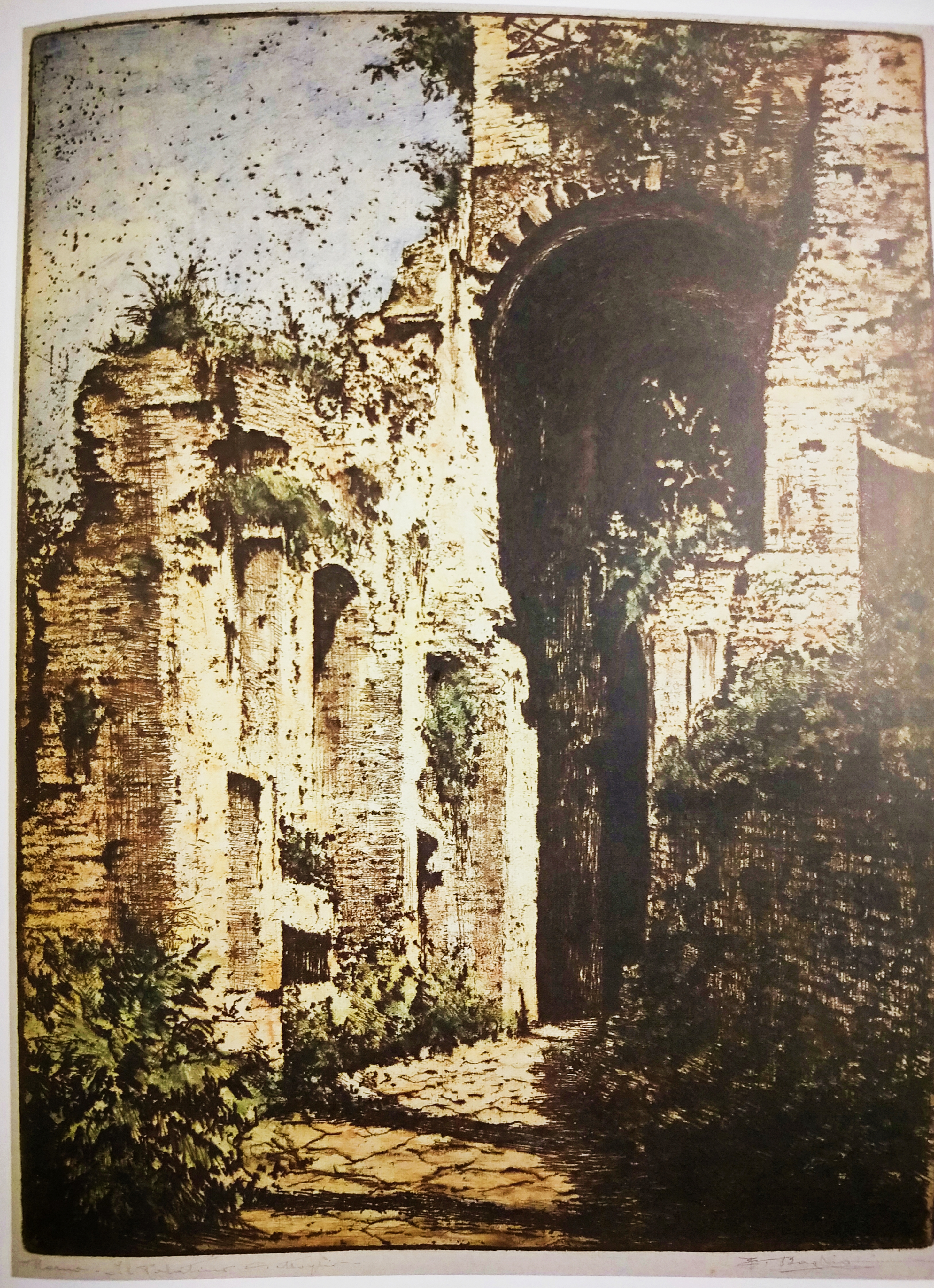
Roma. Il Palatino. Dettaglio (1924).
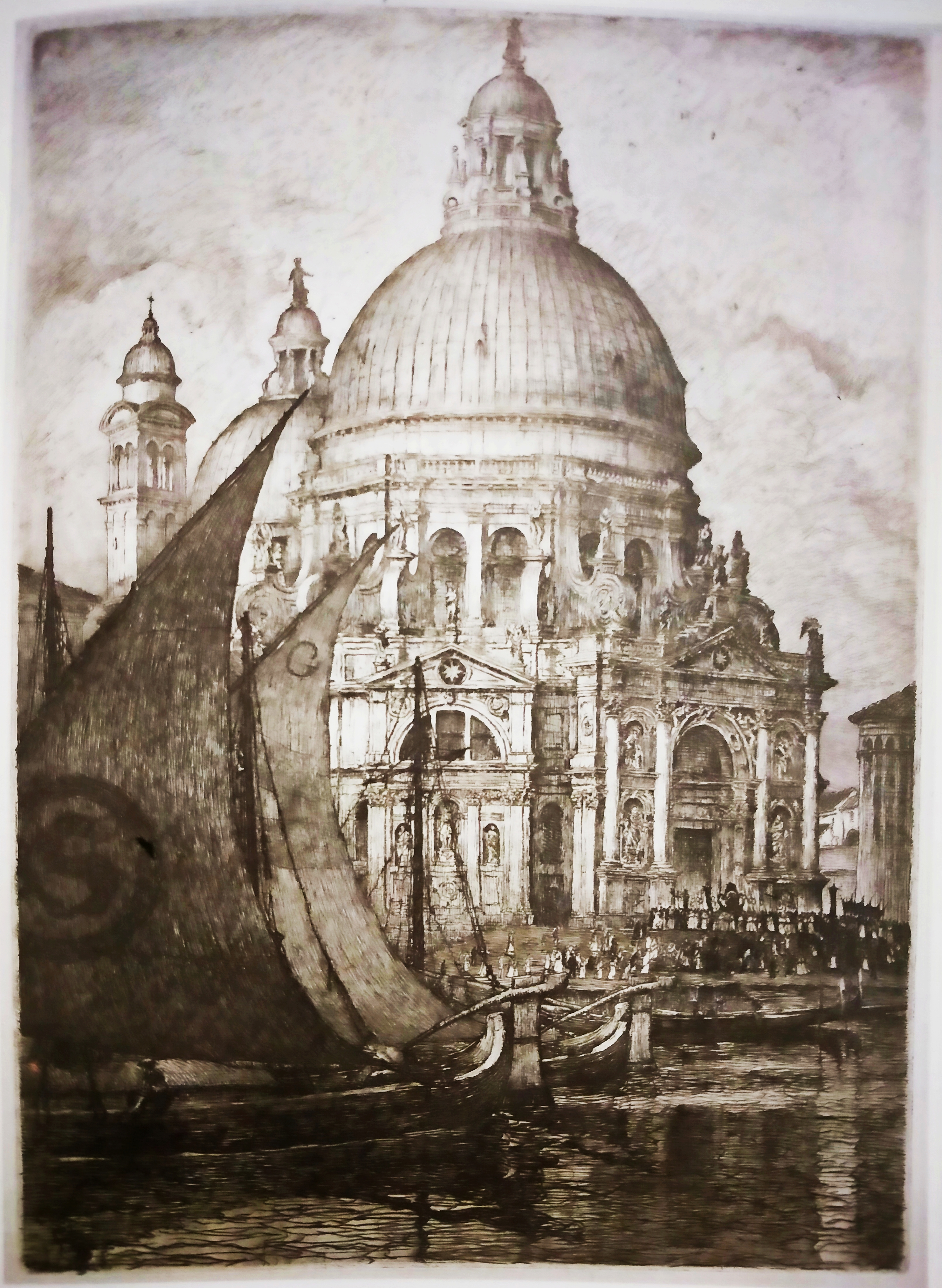
Venezia. Chiesa della Madonna della Salute (1919).
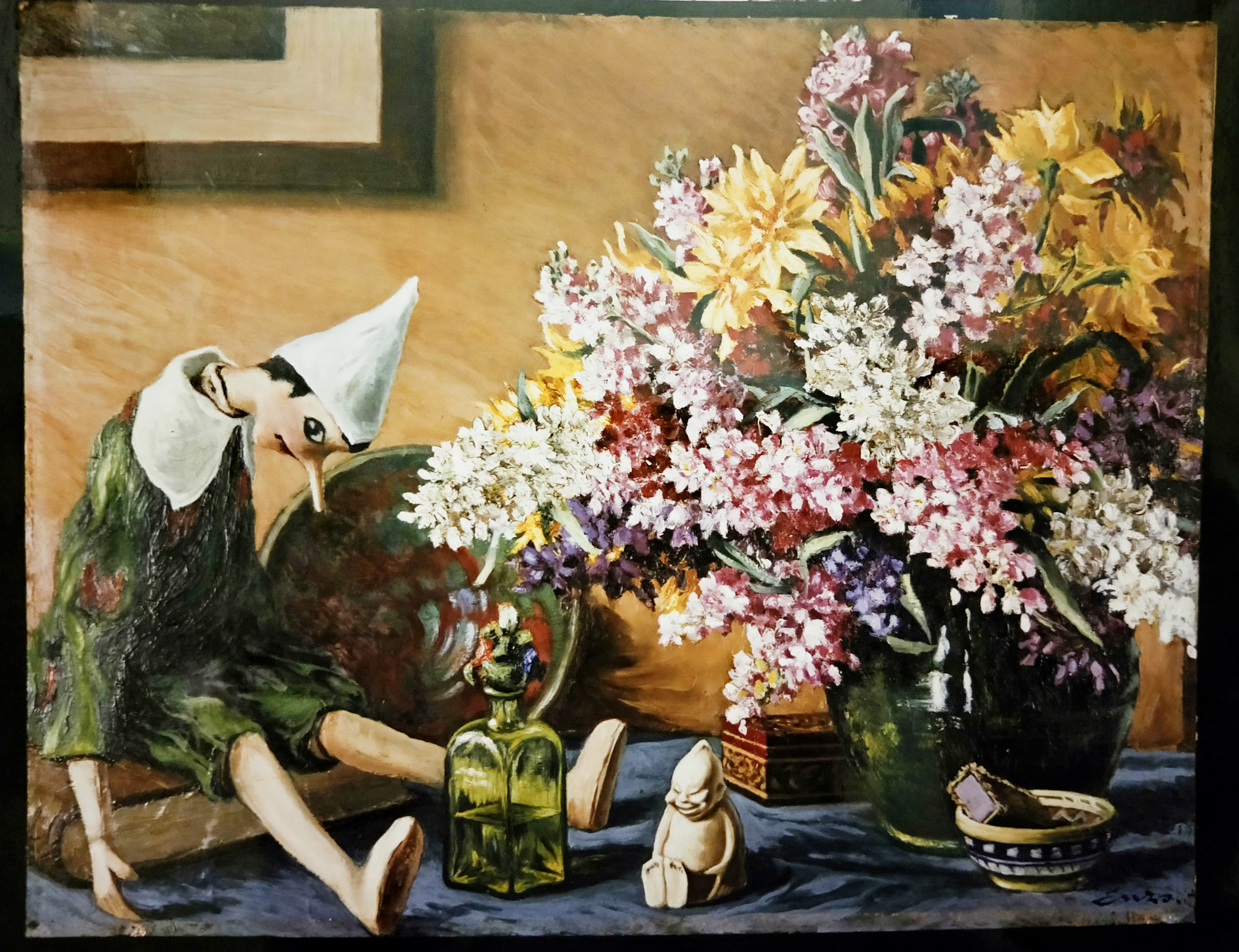
Natura morta "Pinocchio" (Anno sconosciuto).
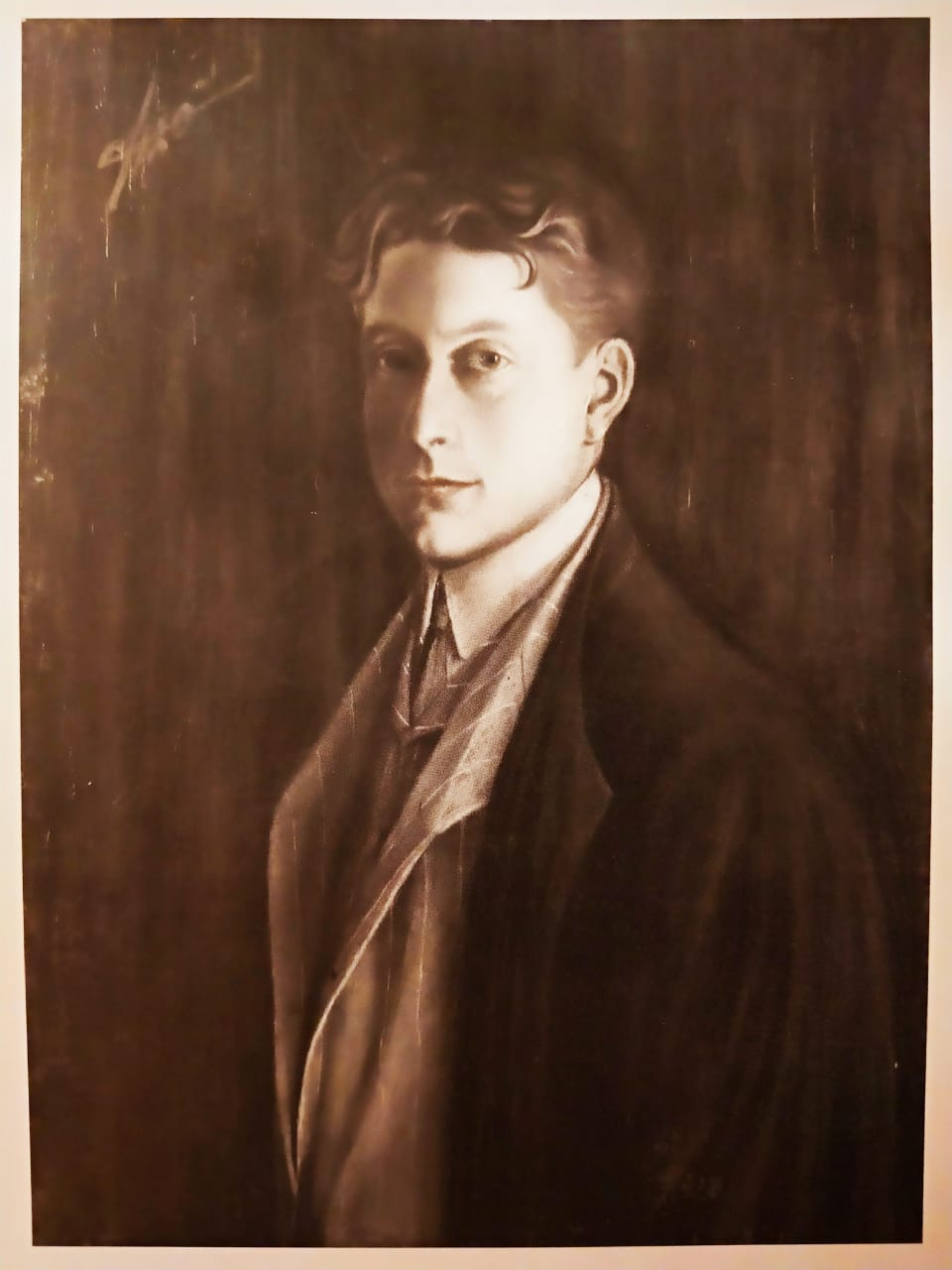
Autoritratto di Enzo Baglioni (1905).
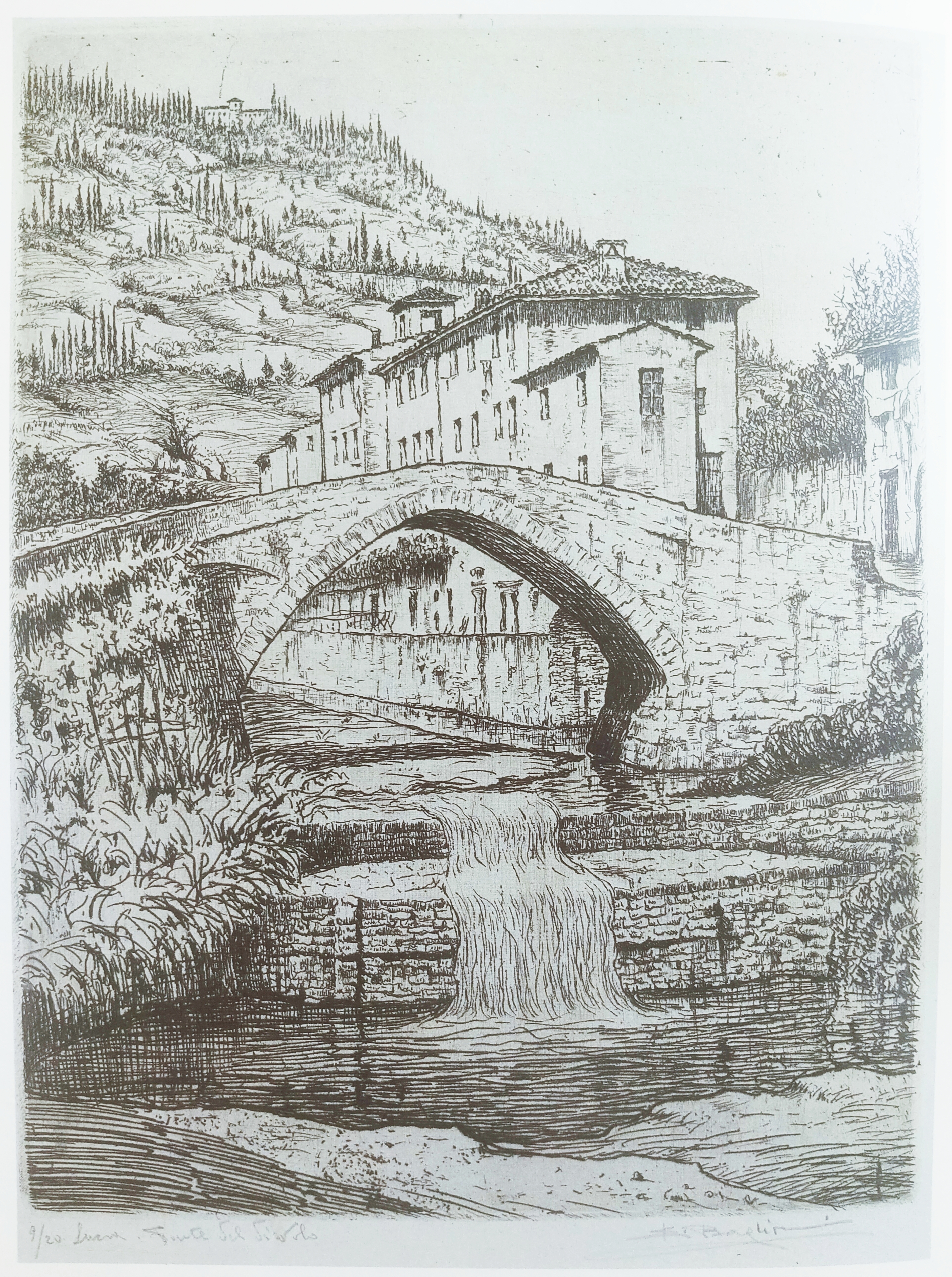
Lucca. Ponte del Diavolo (1929). Medaglia d'oro